# Record dei Giochi del Commonwealth di nuoto
La seguente è una lista dei tempi più veloci mai nuotati nelle varie edizioni dei Giochi del Commonwealth. Le competizioni si svolgono in vasca lunga (50 m).

## Vasca lunga (50m)

### Uomini
| Gara                     | Tempo    | +                | Atleta                                                                                          | Nazionalità   | Data           | Edizione | Luogo                   | Ref   |
| ------------------------ | -------- | ---------------- | ----------------------------------------------------------------------------------------------- | ------------- | -------------- | -------- | ----------------------- | ----- |
| Stile libero             |          |                  |                                                                                                 |               |                |          |                         |       |
| 50 m                     | 21"30    | sf               | Benjamin Proud                                                                                  | Inghilterra   | 9 aprile 2018  | XXI      | Gold Coast, Australia   |       |
| 100 m                    | 47"36    | sf               | Kyle Chalmers                                                                                   | Australia     | 31 luglio 2022 | XXII     | Birmingham, Regno Unito |       |
| 200 m                    | 1'44"71  |                  | Ian Thorpe                                                                                      | Australia     | 30 luglio 2002 | XVII     | Manchester, Regno Unito | [ 1 ] |
| 400 m                    | 3'40"08  | Record oceaniano | Ian Thorpe                                                                                      | Australia     | 30 luglio 2002 | XVII     | Manchester, Inghilterra | [ 2 ] |
| 1500 m                   | 14'41"66 |                  | Kieren Perkins                                                                                  | Australia     | 18 agosto 1994 | XV       | Victoria, Canada        | [ 3 ] |
| Dorso                    |          |                  |                                                                                                 |               |                |          |                         |       |
| 50 m                     | 24"62    |                  | Liam Tancock                                                                                    | Inghilterra   | 5 ottobre 2010 | XIX      | Delhi, India            | [ 4 ] |
| 100 m                    | 53"12    |                  | Chris Walker-Hebborn                                                                            | Inghilterra   | 25 luglio 2014 | XX       | Glasgow, Regno Unito    | [ 5 ] |
| 200 m                    | 1'55"58  |                  | James Goddard                                                                                   | Inghilterra   | 6 ottobre 2010 | XIX      | Delhi, India            | [ 6 ] |
| Rana                     |          |                  |                                                                                                 |               |                |          |                         |       |
| 50 m                     | 26"49    | sf               | Adam Peaty                                                                                      | Inghilterra   | 8 aprile 2018  | XXI      | Gold Coast, Australia   |       |
| 100 m                    | 58"59    | sf               | Adam Peaty                                                                                      | Inghilterra   | 6 aprile 2018  | XXI      | Gold Coast, Australia   |       |
| 200 m                    | 2'07"30  |                  | Ross Murdoch                                                                                    | Scozia        | 24 luglio 2014 | XX       | Glasgow, Regno Unito    | [ 7 ] |
| Farfalla                 |          |                  |                                                                                                 |               |                |          |                         |       |
| 50 m                     | 22"81    |                  | Benjamin Proud                                                                                  | Inghilterra   | 30 luglio 2022 | XXII     | Birmingham, Regno Unito |       |
| 100 m                    | 50"65    |                  | Chad le Clos                                                                                    | Sudafrica     | 9 aprile 2018  | XXI      | Gold Coast, Australia   |       |
| 200 m                    | 1'54"00  |                  | Chad le Clos                                                                                    | Sudafrica     | 7 aprile 2018  | XXI      | Gold Coast, Australia   |       |
| Misti                    |          |                  |                                                                                                 |               |                |          |                         |       |
| 200 m                    | 1'56"88  |                  | Duncan Scott                                                                                    | Scozia        | 3 agosto 2022  | XXII     | Birmingham, Regno Unito |       |
| 400 m                    | 4'08"70  |                  | Lewis Clareburt                                                                                 | Nuova Zelanda | 30 luglio 2022 | XXII     | Birmingham, Regno Unito |       |
| Staffette a stile libero |          |                  |                                                                                                 |               |                |          |                         |       |
| 4x100 m                  | 3'11"12  |                  | Flynn Southam (48"54) Zac Incerti (47"96) William Xu Yang (47"60) Kyle Chalmers (47"02)         | Australia     | 30 luglio 2022 | XXII     | Birmingham, Regno Unito |       |
| 4x200 m                  | 7'04"96  |                  | Elijah Winnington (1'46"36) Flynn Southam (1'46"08) Zac Incerti (1'46"08) Mack Horton (1'46"44) | Australia     | 1 agosto 2022  | XXII     | Birmingham, Regno Unito |       |
| Staffetta mista          |          |                  |                                                                                                 |               |                |          |                         |       |
| 4x100 m                  | 3'31"04  |                  | Mitch Larkin (53"14) Jake Packard (59"29) Grant Irvine (51"36) Kyle Chalmers (47"25)            | Australia     | 10 aprile 2018 | XXI      | Gold Coast, Australia   |       |

Legenda:  - Record del mondo;  - 
Record africano;  - Record americano;  - Record asiatico;  - Record europeo;  - Record oceaniano

Record non ottenuti in finale: (b) - batteria; (sf) - semifinale; (s) - staffetta prima frazione.

### Donne
| Gara                     | Tempo   | +               | Atleta                                                                                                  | Nazionalità | Data           | Edizione | Luogo                   | Ref    |
| ------------------------ | ------- | --------------- | --- | ----------- | -------------- | -------- | ----------------------- | ------ |
| Stile libero             |         |                 | |             |                |          |                         |        |
| 50 m                     | 23"78   | [ 8 ]           | Cate Campbell                                                                                           | Australia   | 7 aprile 2018  | XXI      | Gold Coast, Australia   |        |
| 100 m                    | 52"27   |                 | Bronte Campbell                                                                                         | Australia   | 9 aprile 2018  | XXI      | Gold Coast, Australia   |        |
| 200 m                    | 1'53"89 |                 | Ariarne Titmus                                                                                          | Australia   | 29 luglio 2022 | XXII     | Birmingham, Regno Unito |        |
| 400 m                    | 3'58"06 |                 | Ariarne Titmus                                                                                          | Australia   | 3 agosto 2022  | XXII     | Birmingham, Regno Unito |        |
| 800 m                    | 8'13"59 |                 | Ariarne Titmus                                                                                          | Australia   | 2 agosto 2022  | XXII     | Birmingham, Regno Unito |        |
| Dorso                    |         |                 | |             |                |          |                         |        |
| 50 m                     | 27"31   |                 | Kylie Masse                                                                                             | Canada      | 3 agosto 2022  | XXII     | Birmingham, Regno Unito |        |
| 100 m                    | 58"60   |                 | Kaylee McKeown                                                                                          | Australia   | 31 luglio 2022 | XXII     | Birmingham, Regno Unito |        |
| 200 m                    | 2'05"60 |                 | Kaylee McKeown                                                                                          | Australia   | 1 agosto 2022  | XXII     | Birmingham, Regno Unito |        |
| Rana                     |         |                 | |             |                |          |                         |        |
| 50 m                     | 29"73   |                 | Lara van Niekerk                                                                                        | Sudafrica   | 30 luglio 2022 | XXII     | Birmingham, Regno Unito |        |
| 100 m                    | 1'05"09 | [ 8 ]           | Leisel Jones                                                                                            | Australia   | 20 marzo 2006  | XVIII    | Melbourne, Australia    |        |
| 200 m                    | 2'20"72 |                 | Leisel Jones                                                                                            | Australia   | 18 marzo 2006  | XVIII    | Melbourne, Australia    |        |
| Farfalla                 |         |                 | |             |                |          |                         |        |
| 50 m                     | 25"20   | [ 8 ]           | Francesca Halsall                                                                                       | Inghilterra | 27 luglio 2014 | XX       | Glasgow, Regno Unito    | [ 9 ]  |
| 100 m                    | 56"36   |                 | Margaret MacNeil                                                                                        | Canada      | 30 luglio 2022 | XXII     | Birmingham, Regno Unito |        |
| 200 m                    | 2'05"45 |                 | Alys Thomas                                                                                             | Galles      | 9 aprile 2018  | XXI      | Gold Coast, Australia   |        |
| Misti                    |         |                 | |             |                |          |                         |        |
| 200 m                    | 2'08"21 |                 | Siobhan-Marie O'Connor                                                                                  | Inghilterra | 27 luglio 2014 | XX       | Glasgow, Regno Unito    | [ 10 ] |
| 400 m                    | 4'29"01 |                 | Summer McIntosh                                                                                         | Canada      | 29 luglio 2022 | XXII     | Birmingham, Regno Unito |        |
| Staffette a stile libero |         |                 | |             |                |          |                         |        |
| 4x100 m                  | 3'30"05 |                 | Shayna Jack (54"03) Bronte Campbell (52"03) Emma McKeon (52"99) Cate Campbell (51"00)                   | Australia   | 5 aprile 2018  | XXI      | Gold Coast, Australia   | [ 11 ] |
| 4x200 m                  | 7'39"29 | Record mondiale | Madison Wilson (1'56"27) Kiah Melverton (1'55"40) Mollie O'Callaghan (1'54"80) Ariarne Titmus (1'52"82) | Australia   | 31 luglio 2022 | XXII     | Birmingham, Regno Unito |        |
| Staffetta mista          |         |                 | |             |                |          |                         |        |
| 4x100 m                  | 3'54"36 |                 | Emily Seebohm (59"41) Georgia Bohl (1'06"85) Emma McKeon (56"42) Bronte Campbell (51"57)                | Australia   | 10 aprile 2018 | XXI      | Gold Coast, Australia   |        |

Legenda:  - Record del mondo;  - 
Record africano;  - Record americano;  - Record asiatico;  - Record europeo;  - Record oceaniano

Record non ottenuti in finale: (b) - batteria; (sf) - semifinale; (s) - staffetta prima frazione.

### Mista
| Gara                     | Tempo   | + | Atleta                                                                                       | Nazionalità | Data           | Edizione | Luogo                   | Ref |
| ------------------------ | ------- | - | -------------------------------------------------------------------------------------------- | ----------- | -------------- | -------- | ----------------------- | --- |
| Staffetta a stile libero |         |   |                                                                                              |             |                |          |                         |     |
| 4x100 m                  | 3'21"18 |   | William Xu Yang (48"80) Kyle Chalmers (47"55) Mollie O'Callaghan (52"62) Emma McKeon (52"21) | Australia   | 29 luglio 2022 | XXII     | Birmingham, Regno Unito |     |
| Staffetta mista          |         |   |                                                                                              |             |                |          |                         |     |
| 4x100 m                  | 3'41"30 |   | Kaylee McKeown (59"01) Zac Stubblety-Cook (59"52) Matthew Temple (50"89) Emma McKeon (51"88) | Australia   | 2 agosto 2022  | XXII     | Birmingham, Regno Unito |     |

Legenda:  - Record del mondo;  - 
Record africano;  - Record americano;  - Record asiatico;  - Record europeo;  - Record oceaniano

Record non ottenuti in finale: (b) - batteria; (sf) - semifinale; (s) - staffetta prima frazione.